# Leçon de Biélorussie
Pour plus de détails, voir Fiche technique et Distribution.
Leçon de Biélorussie (en polonais : Lekcja białoruskiego) est un film documentaire réalisé en 2006 par le metteur en scène polonais Mirosław Dembiński. Il retrace le parcours de plusieurs jeunes activistes biélorusses durant les préparatifs de la réélection fortement controversée d'Alexandre Loukachenko, le 19 mars 2006. Ce documentaire a remporté plusieurs prix.

## Synopsis
Franak Viatchorka, 18 ans, jeune activiste proche du Front populaire biélorusse se réunit avec ses amis élèves d'une école clandestine pour les préparatifs des élections biélorusses de 2006. Ils interviewent le candidat de l'opposition Alexandre Milinkevitch, tractent et chantent pour protester. En quelques séquences, il est aussi question de l'incarcération de Vintsouk Viatchorka, père de Franak, leader du Front populaire biélorusse, professeur au Lycée biélorusse d'humanités (en), lycée fermé par les autorités biélorusses.
Les évènements s'enchainent et arrivent à un point culminant la nuit du 19 mars, après les résultats de l'élection. La victoire suspecte et écrasante de Loukachenko fait descendre dans la rue ses opposants. Plusieurs d'entre eux montent des tentes sur le square de la Révolution d'octobre à Minsk. La nuit du 23 mars, la police anti-émeute disperse les manifestants.
Plus tard le 25 mars, Journée de la liberté, les forces anti-émeute arrêtent brutalement les derniers opposants, et procèdent à des arrestations, dont celle d'Alexandre Milinkevitch. Le père de Franak Viatchorka est libéré. L'opposition a perdu une bataille.

## Fiche technique
- Titre : Leçon de Biélorussie
- Titre original : Lekcja białoruskiego
- Réalisation : Mirosław Dembiński
- Scénario : Mirosław Dembiński
- Photographie : Michal Slusarczyk et Maciej Szafnicki
- Montage : Mirosław Dembiński
- Production : Mirosław Dembiński
- Société de production : Studio Filmowe Everest et Telewizja Polska
- Pays de production :  Biélorussie et  Pologne
- Genre : Documentaire
- Durée : 53 minutes
- Dates de sortie : 
  - Allemagne : 2 novembre 2006 (DOK Leipzig)

## Distinctions
- Grand Prix du Festival international des droits de l'Homme, Paris, 2007.
- Récompense du président de l'Association des réalisateurs polonais, Cracovie, 2007.
- Meilleur film de l'Europe de l'Est, Dok, Leipzig, 2006.
- Vaclav Havel Special Award, Prague, 2006.
- DOC U! Award, Amsterdam, 2006.